# Робинс (Ајова)
Робинс (енгл. Robins) град је у америчкој савезној држави Ајова. По попису становништва из 2010. у њему је живело 3.142 становника.

## Демографија
Према попису становништва из 2010. у граду је живело 3.142 становника, што је 1.336 (74,0%) становника више него 2000. године.
| Група             | 2000.         | 2010.         |
| Белци             | 1.751 (97,0%) | 2.976 (94,7%) |
| Афроамериканци    | 0 (0,0%)      | 22 (0,7%)     |
| Азијати           | 9 (0,5%)      | 66 (2,1%)     |
| Хиспаноамериканци | 25 (1,4%)     | 42 (1,3%)     |
| Укупно            | 1.806         | 3.142         |